# Petelia purpurea
Petelia purpurea är en fjärilsart som beskrevs av W. Warren 1904. Petelia purpurea ingår i släktet Petelia och familjen mätare. Inga underarter finns listade i Catalogue of Life.